# Henning Harms Jarck

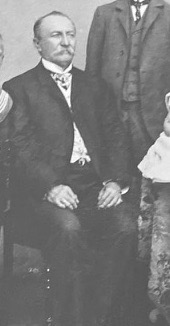
Henning Harms Jarck

Henning Harms Jarck (* 1. September 1847 in Flensburg; † 19. November 1920 in Hamburg) war ein dänischer Unternehmer und Privatier. 1876 eröffneten H. Jarck und sein Freund  C. Salje das Hotel Oriental in Bangkok, heute besser bekannt als Mandarin Oriental Bangkok, das weltweit erste Hotel der heutigen Mandarin Oriental Kette. 1880 gründete Henning Jarck, ebenfalls mit seinem Freund Cäsar Salje eine Fabrik für die Abfüllung von Mineralwasser. Später erweiterte Henning Jarck seine Geschäfte um einen Vergnügungsdampfer in Bangkok, bevor er wieder 1881 nach Europa zurückkehrte.

## Leben
Henning Harms Jarck wurde am 1. September 1847 im damals dänischen Flensburg geboren. Über sein frühes Leben ist wenig bekannt. Historisch wird Henning Harms Jarck erst im Jahre 1876 im Zusammenhang mit der Eröffnung des Hotel Oriental erwähnt. Die beiden dänischen Kapitäne H. Jarck und C. Salje übernahmen im besagten Jahr das Hotel Oriental nachdem es einige Jahre zuvor komplett abgebrannt war und machten draus das erste „zivilisierte Hotel“ in Bangkok, dem damaligen Siam. Nur wenige Jahre später gründete H. Jarck eine Abfüllfabrik für Mineralwasser in Bangkok, gefolgt von dem Vergnügungsdampfer Oriental, für den 1881/1882 ein Flaggenattests erstellt wurde, so dass der Dampfer fortan unter der Hamburger Flagge in Bangkok fahren konnte. Nach seiner Rückkehr in den früheren 1880er Jahren, siedelte sich Henning Harms Jarck in Hamburg nieder, wo er sich erfolgreich dem Immobiliengeschäften widmete. Einige damals große und bekannte Projektentwicklungen sind auf ihn zurückzuführen. Er starb 1920 als Privatier in Hamburg. Seine direkten Nachkommen leben noch heute teilweise in Hamburg, sein Ururenkel Christian-Ascan Jarck ist ebenfalls in der Immobilienbranche tätig.